# Ernest Martínez Izquierdo
Ernest Martínez Izquierdo, né le 11 juin 1962 à Barcelone en Espagne, est un compositeur et un chef d'orchestre catalan.

## Biographie
Ernest Martínez Izquierdo a étudié au Conservatori Superior de Música de Barcelona, où il s'est spécialisé en composition et où il a étudié la direction d'orchestre avec Antoni Ros-Marbà. Comme compositeur il a étudié avec Josep Soler i Sardà et avec Carles Guinovart à Barcelone et avec Franco Donatoni à Sienne (Italie).
En 1985, il a commencé sa carrière de chef d'orchestre avec la création du groupe Barcelona 216 (ca), spécialisé dans l'interprétation du répertoire de chambre contemporain. Entre 1985 et en 1987, il a été chef d'orchestre assistant d'Edmon Colomer à la Joven Orquesta Nacional de España (JONDE). En 1988, à 25 ans, il est devenu chef d'orchestre assistant de Jesús López Cobos à l'Orquesta Nacional de España (ONE), et un an plus tard, invité par Pierre Boulez et avec l'aide d'une bourse accordée par le gouvernement français, il est allé à Paris pour travailler comme chef d'orchestre assistant avec l'Ensemble InterContemporain. En 2002, malgré une polémique certaine, il a été nommé directeur titulaire et artistique de l'Orquestra Simfònica de Barcelona i Nacional de Catalunya, charge qu'il occupe jusqu'à la fin de 2006, moment où il renonce à continuer, malgré l'offre de renouvellement, même s'il en continué a en être le principal chef invité jusqu'en 2009.
Depuis 1997, il est directeur artistique et musical de l'Orquesta Sinfónica de Navarra Pablo de Sarasate(OSN).
Parallèlement à son activité de directeur titulaire, il a dirigé les principales formations espagnoles et, au niveau international, il a travaillé avec des orchestres tels que l'Orchestre Symphonique de Kyoto, l'Orchestre symphonique de la radio finlandaise, l'Orchestre philharmonique de Varsovie, l'Orchestre philharmonique de Radio France, l'Orchestre national de Lille, l'Orchestre philharmonique d'Helsinki, l'Orchestre du Teatro Comunale de Bologne, l'Académie Beethoven d'Anvers, le orchestre Tonkünstler de Vienne et aussi avec des ensembles comme l'Ensemble Contemporain de Montréal, l'Ensemble Moderne de Francfort-sur-le-Main, le Klangforum (Vienne) et l'Avanti Chamber Orchestra (Helsinki), entre autres. Comme chef d'opéra, on peut noter les productions d'Adriana Mater de Kaija Saariaho avec la mise en scène de Peter Sellars (première à l'Opéra National de Finlande et à l'Opéra de Santa Fe, aux États-Unis), Le nozze di Figaro de W.A. Mozart, avec la mise en scène d'Emilio Sagi et Carmina Burana de Carl Orff, avec la mise en scène de La Fura dels Baus.
Le 16 novembre 2005, il a été reçu à la Reial Acadèmia Catalana de Belles Arts de Sant Jordi dans la section de la musique, sur proposition de Francesc Bonastre (ca), Joan Guinjoan, et Josep Maria Mestres Quadreny. Il y est entré le 19 décembre 2007 avec la lecture du discours et l'interprétation de son œuvre Norte-Sur par le groupe instrumental Barcelona 216 (ca), dirigé par lui-même,.
Il a reçu divers prix et récompenses parmi lesquels les prix Ojo Crítico (1995) de RNE dans le domaine de la musique classique, le Roland du Periodisme de Música Clàssica de Catalunya (2000), le Premi Ciutat de Barcelona (ca) (2001) et Latin Grammy (2006) avec Michel Camilo pour un disque avec l'interprétation de la Rhapsody in Blue et autres pièces de George Gershwin.

## Compositions
Parmi les compositions d'Ernest Martínez Izquierdo, on trouve :
- Música per a deu violoncels i orquestra (1992)
- Norte-Sur (1993)

## Source
- (ca) Cet article est partiellement ou en totalité issu de l’article de Wikipédia en catalan intitulé « Ernest Martínez Izquierdo » (voir la liste des auteurs).